# Durell Software
Durell Software ist ein britischer Software-Hersteller aus Taunton, Somerset. Die Firma ist heute ein Anbieter von Back-Office-Verwaltungs- und Buchhaltungssoftware für unabhängige Finanzberater, Hypothekenmakler und allgemeine Versicherungsmakler. Durell war früher ein Spieleentwickler.

## Geschichte

### Vor 1987
Durell wurde im Jahr 1983 von Robert White gegründet. Bis 1987 entwickelte Durell 19 Computerspiel für verschiedene 8-Bit-Computer wie etwa Oric 1, ZX Spectrum, C64, BBC Micro, Acorn Electron und den Amstrad CPC. Ihr größter Erfolg war Harrier Attack, das sich mehr als 250.000 Mal verkaufte.

### Nach 1987
Gegen Ende 1987 verkaufte Durell die Veröffentlichungsrechte der meisten ihrer Spiele an Elite Systems und konzentrierte sich auf die Entwicklung von Finanz-, Versicherungs- und Börsensoftware. Aktuell nutzen über 1000 Berater und Makler Software von Durell.
Im Jahr 2005 gründete Mike Richardson, Autor der damaligen Bestseller-Titel für den ZX Spectrum, Durell Games Ltd. Das erste Spiel, das von ihnen entwickelt wurde, war Harrier Attack II, eine Fortsetzung des Spiels Harrier Attack für den PC. Dieses konnte jedoch nicht an den Erfolg seines Vorgängers anknüpfen. Hernach konzentrierte sich Mike Richardson ebenfalls auf Versicherungssoftware.

## Produkte
Seitdem das Unternehmen als Durell Solutions firmiert, umfasst die Produktpalette:
- Finanzberater
- Generalmakler
- Hypotheken-Manager
- Vollständiger Administrator

## Online-Service
Durell bietet auch einen Aggregationsdienst für Versicherungen sowie eine Finanzdienstleistungsplattform.

## Liste der Spiele
Im Folgenden findet sich eine Liste der Spiele, die von Durell entwickelt wurden, bevor sich das Unternehmen in den 90er Jahren auf die Finanzdienstleistungstechnologie konzentrierte.
- Galaxy 5 (1983)
- Lunar Lander / Asteroids (1983)
- Starfighter (1983)
- Scuba Dive (1983)
- Harrier Attack (1983)
- Jungle Trouble (1983)
- Lunar Landing (1984)
- Combat Lynx (1984)
- Mineshaft (1984)
- Death Pit (1985)
- Critical Mass (1985)
- Saboteur (1985)
- Deep Strike (1986)
- Fat Worm Blows a Sparky (1986)
- Thanatos (1986)
- Turbo Esprit (1986)
- Chain Reaction (1987)
- Saboteur 2 – Avenging Angel (1987)
- Sigma 7 (1987)
- Spitfire (1989)